# Copa Verde 2021
La Copa Verde 2021 è stata l'8ª edizione della Copa Verde, competizione statale riservata alle squadre delle regioni del Nord, del Centro-Ovest e dell'Espírito Santo.

## Formula
La competizione si svolge ad eliminazione diretta in gara unica per i primi due turni. Dai quarti di finale in poi, le sfide sono andata e ritorno. In caso di parità nella differenza reti al termine del doppio scontro, la vincente del turno verrà decretata tramite i calci di rigore.
Le migliori otto squadre nel ranking CBF partono dagli ottavi di finale. Il club vincitore ottiene un posto per il terzo turno di Coppa del Brasile 2022.

## Partecipanti
Al torneo partecipano 24 squadre:
- 18 squadre ammesse tramite piazzamenti nelle competizioni nazionali;
- Le migliori 6 squadre secondo il Ranking CBF 2020 non qualificate nel precedente punto;

### Competizioni statali
Sono in grassetto le squadre che partono dagli ottavi di finale.
| Stato              | Squadra (Città)                         | Motivo qualificazione                            |
| ------------------ | --------------------------------------- | ------------------------------------------------ |
| Acre               | Galvez (Rio Branco)                     | Vincitore del Campionato Acriano 2020            |
| Acre               | Atlético Acreano (Rio Branco)           | 2° nel Campionato Acriano 2020                   |
| Amapá              | Ypiranga-AP (Macapá)                    | Vincitore del Campionato Amapaense 2020          |
| Amazonas           | Penarol-AM (Itacoatiara)                | Vincitore del Campionato Amazonense 2020         |
| Amazonas           | Manaus (Manaus)                         | 2° nel Campionato Amazonense 2020                |
| Distretto Federale | Gama (Gama)                             | Vincitore del Campionato Brasiliense 2020        |
| Distretto Federale | Brasiliense (Taguatinga)                | 2° nel Campionato Brasiliense 2020               |
| Espírito Santo     | Rio Branco-VN (Venda Nova do Imigrante) | Vincitore del Campionato Capixaba 2020           |
| Espírito Santo     | Rio Branco-ES (Vitória)                 | 2° nella Campionato Capixaba 2020                |
| Mato Grosso        | Nova Mutum (Nova Mutum)                 | Vincitore del Campionato Mato-Grossense 2020     |
| Mato Grosso do Sul | Águia Negra (Rio Brilhante)             | Vincitore del Campionato Sul-Mato-Grossense 2020 |
| Mato Grosso do Sul | Aquidauanense (Aquidauana)              | 2º nel Campionato Sul-Mato-Grossense 2020        |
| Pará               | Paysandu (Belém)                        | Vincitore del Campionato Paraense 2020           |
| Pará               | Castanhal (Castanhal)                   | 2º nel Campionato Paraense 2020                  |
| Rondônia           | Porto Velho (Porto Velho)               | Vincitore del Campionato Rondoniense 2020        |
| Rondônia           | Real Ariquemes (Ariquemes)              | 2º nel Campionato Rondoniense 2020               |
| Roraima            | São Raimundo-RR (Boa Vista)             | Vincitore del Campionato Roraimense 2020         |
| Tocantins          | Interporto (Palmas)                     | 3º nel Campionato Tocantinense 2020              |

### Ranking
Sono in grassetto le squadre che partono dagli ottavi di finale.
| Pos | Squadra       | Città      | Stato       |
| --- | ------------- | ---------- | ----------- |
| 28  | Cuiabá        | Cuiabá     | Mato Grosso |
| 34  | Vila Nova     | Goiânia    | Goiás       |
| 50  | Remo          | Belém      | Pará        |
| 74  | Rio Branco-AC | Rio Branco | Acre        |
| 80  | Sinop         | Sinop      | Mato Grosso |
| 87  | Fast Clube    | Manaus     | Amazonas    |

## Risultati

### Primo turno

#### Sorteggio
I club sono stati divisi in due urne in base alla loro posizione nel Ranking CBF e si sfidano in un incontro di sola andata in casa del club meglio classificato. In caso di parità al termine dei tempi regolamentari, si procede con i tiri di rigore. Sono stati sorteggiati anche gli accoppiamenti per gli ottavi di finale 
Tra parentesi è indicata la posizione nel Ranking CBF.
| Urna A | Urna B |
| --- | --- |
| Sinop (80) Brasiliense (83) Fast Clube (87) Galvez (92) Real Ariquemes (105) Gama (114) Interporto (125) Águia Negra (129) | Ypiranga-AP (144) Aquidauanense (209) Rio Branco-ES (230) Castanhal (no ranking) Nova Mutum (no ranking) Penarol-AM (no ranking) Porto Velho (no ranking) Rio Branco-VN (no ranking) |

#### Partite
| Squadra 1      | Risultato       | Squadra 2     |
| -------------- | --------------- | ------------- |
| Galvez         | 1 – 1 (4-1 dtr) | Ypiranga-AP   |
| Sinop          | 0 – 1           | Porto Velho   |
| Real Ariquemes | 0 – 2           | Penarol-AM    |
| Fast Clube     | 0 – 2           | Castanhal     |
| Gama           | 0 – 1           | Aquidauanense |
| Interporto     | 0 – 1           | Rio Branco-VN |
| Águia Negra    | 1 – 3           | Nova Mutum    |
| Brasiliense    | 0 – 0 (5-3 dtr) | Rio Branco-ES |

### Ottavi di finale
In caso di parità al termine dei 90 minuti, la vincente verrà decisa tramite i calci di rigore.
| Squadra 1        | Risultato       | Squadra 2     |
| ---------------- | --------------- | ------------- |
| Remo             | 9 – 0           | Galvez        |
| Manaus           | 2 – 0           | Porto Velho   |
| Paysandu         | 6 – 0           | Penarol-AM    |
| São Raimundo-RR  | 1 – 2           | Castanhal     |
| Atlético Acreano | 1 – 1 (4-5 dtr) | Aquidauanense |
| Vila Nova        | 3 – 0           | Rio Branco-VN |
| Rio Branco-AC    | 1 – 4           | Nova Mutum    |
| Cuiabá           | 0 – 0 (6-7 dtr) | Brasiliense   |

### Quarti di finale
In caso di parità di differenza reti al termine del doppio scontro, la vincente verrà decisa tramite i calci di rigore.
| Squadra 1     | Totale | Squadra 2  | Andata | Ritorno         |
| ------------- | ------ | ---------- | ------ | --------------- |
| Manaus        | 1 – 4  | Remo       | 1 – 1  | 0 – 3           |
| Paysandu      | 4 – 2  | Castanhal  | 1 – 1  | 3 – 1           |
| Aquidauanense | 0 – 8  | Vila Nova  | 0 – 1  | 0 – 7           |
| Brasiliense   | 1 – 1  | Nova Mutum | 1 – 0  | 0 – 1 (2-3 dtr) |

### Semifinali
| Squadra 1 | Totale | Squadra 2  | Andata | Ritorno |
| --------- | ------ | ---------- | ------ | ------- |
| Paysandu  | 2 – 4  | Remo       | 2 – 2  | 0 – 2   |
| Vila Nova | 4 – 1  | Nova Mutum | 3 – 0  | 1 – 1   |

### Finale
| Squadra 1 | Totale | Squadra 2 | Andata | Ritorno         |
| --------- | ------ | --------- | ------ | --------------- |
| Vila Nova | 0 – 0  | Remo      | 0 – 0  | 0 – 0 (2-4 dtr) |